# Niechajewskaja
Niechajewskaja (ros. Нехаевская) – stanica w Rosji, w obwodzie wołgogradzkim, ośrodek administracyjny rejonu niechajewskiego. W 2010 liczyła 4679 mieszkańców.